# Sibila de Anjou
Sibila de Anjou (em francês:  Sibylle d'Anjou; 1112/16 — Betânia, 1165) foi condessa consorte de Flandres como esposa de Teodorico da Alsácia, seu segundo marido. O seu primeiro casamento com Guilherme Clito, foi anulado antes que ele se tornasse conde de Flandres.

## Família
Ela era a filha do conde Fulque V de Anjou, futuro rei de Jerusalém, e de Ermengarda do Maine, condessa de Maine.
Seus avós paternos eram o conde Fulque IV de Anjou e Bertranda de Monforte, a qual, após deixar o marido, tornou-se  rainha de França, ao se casar com Filipe I. Seus avós maternos eram o conde Elias I do Maine e Matilde de Château-du-Loir.
Sibila teve três irmãos: Godofredo V, Conde de Anjou, marido de Matilde de Inglaterra, a qual se tornou herdeira do pai, Henrique I de Inglaterra, após a morte do irmão, Guilherme Adelino, que havia sido casado com outra irmã de Sibila, Matilde de Anjou, também conhecida como Alice; e o irmão Elias II de Maine.
Do segundo casamento do pai, foi meia-irmã de: Balduíno III de Jerusalém, sucessor da mãe como rei, e Amalrico I de Jerusalém, sucessor do irmão.

## Biografia

### Primeiro casamento
Em 1123, Sibila se casou com o futuro conde Guilherme Clito, filho de Roberto Curthouse, duque da Normandia e de Sibila de Conversano. Por linhagem paterna, o nobre era neto de Guilherme, o Conquistador e de Matilde de Flandres.
De acordo com Orderico Vital, seu pai, Fulque, arranjou seu casamento como parte do apoio que ele deu ao rei Guilherme I, sob a sugestão de Amaury de Montfort. Como dote, ele recebeu da esposa o condado de Maine.

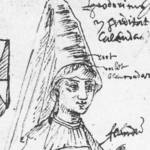
Representação de Sibila.

Porém, o casamento logo foi anulado por solicitação do rei Henrique I de Inglaterra, tio de Guilherme, ao Papa Honório II, com base em laços de consanguinidade, através de Bula pontifícia, em 26 de agosto de 1124.  Ele teria "feito uso de ameaças e apelos e uma enorme quantidade de ouro e prata".
Seu pai não aceitou a decisão, se opondo a Henrique, pois ele havia retido o dote da filha Matilde após a morte de Guilherme Adelino no naufrágio do Barco Branco em 1120. Assim, o conde foi excomungado, e o condado de Anjou foi colocado sob interdito pelo papa.
O casal não teve filhos.
Sibila acompanhou o pai ao Reino de Jerusalém, onde o viúvo se casou com Melisenda de Jerusalém, futura rainha de Jerusalém, em 2 de junho 1129, se tornando rei de Jerusalém em 1131 até sua morte.

### Segundo casamento
Em 1134, Sibila se casou com o conde Teodorico, que estava em Jerusalém em uma peregrinação. Seus pais eram o duque Teodorico II da Lorena e Gertrudes de Flandres. Antes, ele tinha sido marido de Suanhilde, que morreu e lhe deixou uma filha, Laureta de Flandres, que foi casada quatro vezes.
Os dois retornaram a Flandres, porém, com o partida de Teodorico para a Segunda Cruzada, Sibila que estava grávida, serviu como regente do condado.
O conde de Hainaut, Balduíno IV de Hainaut, aproveitou para atacar Flandres, mas a regente liderou um contra-ataque e saqueou Hainaut. Como consequência, Balduíno devastou Artois. Então, o arcebispo de Reims interveio, o que levou a uma trégua. Mais tarde, porém, com a volta do marido em 1149, ele se vingou do conde.  
Em junho de 1147, ela acompanhou Teodorico na Cruzada. Em 1157, os dois seguiram para a Palestina, mas no ano seguinte, se recusou a retornar com o marido.

### Último anos
A condessa se tornou uma freira no convento de São Lázaro, na Betânia, onde Ioveta de Betânia, irmã da rainha Melisenda, era abadessa.
Após a morte da madrasta em 1161, assumiu uma posição de influência na família real. Também apoiou a eleição de Amalrico de Nesle como Patriarca Latino de Jerusalém. 
Morreu na Betânia em 1165.

## Descendência
Do segundo casamento:
- Balduíno de Flandres (m. antes de 1154);
- Filipe da Alsácia (m. 1 de julho de 1191), sua primeira esposa foi a condessa Isabel de Vermandois, sobrinha da rainha de Inglaterra, Leonor da Aquitânia, e depois foi marido de Teresa de Portugal, filha do rei Afonso I. Teve apenas um filho com uma amante, Teodorico. Filipe morreu no Cerco de Acre;
- Mateus da Alsácia (1137 - 25 de dezembro de 1173), foi casado com Maria, Condessa de Bolonha, filha do rei Estêvão de Inglaterra. Sua segunda esposa foi Leonor de Vermandois, irmã de Isabel de Vermandois. Teve filhos;
- Pedro de Flandres (m. antes de agosto de 1176), foi bispo de Cambrai até 1173. Se casou com Matilde de Borgonha, filha de Raimundo de Borgonha e de Inês de Thiern, com quem teve Sibila de Flandres;
- Gertrudes de Flandres (m. após 3 de maio 1186), se casou com o conde Humberto III de Saboia, de quem se divorciou, além de ter sido aprisionada pelo marido. Seu último marido foi Hugo III d'Oisy, châtelain de Cambrai. Sem filhos;
- Margarida I da Flandres (1145 - 15 de novembro de 1194), foi suo jure Condessa de Flandres. Esposa de Raul II de Vermandois, irmão das condessas Leonor e Isabel. Depois, se tornou esposa de Balduíno V de Hainaut, filho de Balduíno IV, com quem teve filhos.
- Matilde de Flandres (m. 24 de março de 1194), abadessa de Fontevraud em 1187.

Seu marido teve três filhos ilegítimos com uma amante desconhecida: Geraldo, chanceler de Flandres, Guilherme, e Conan.